# ジョン・フォード (劇作家)

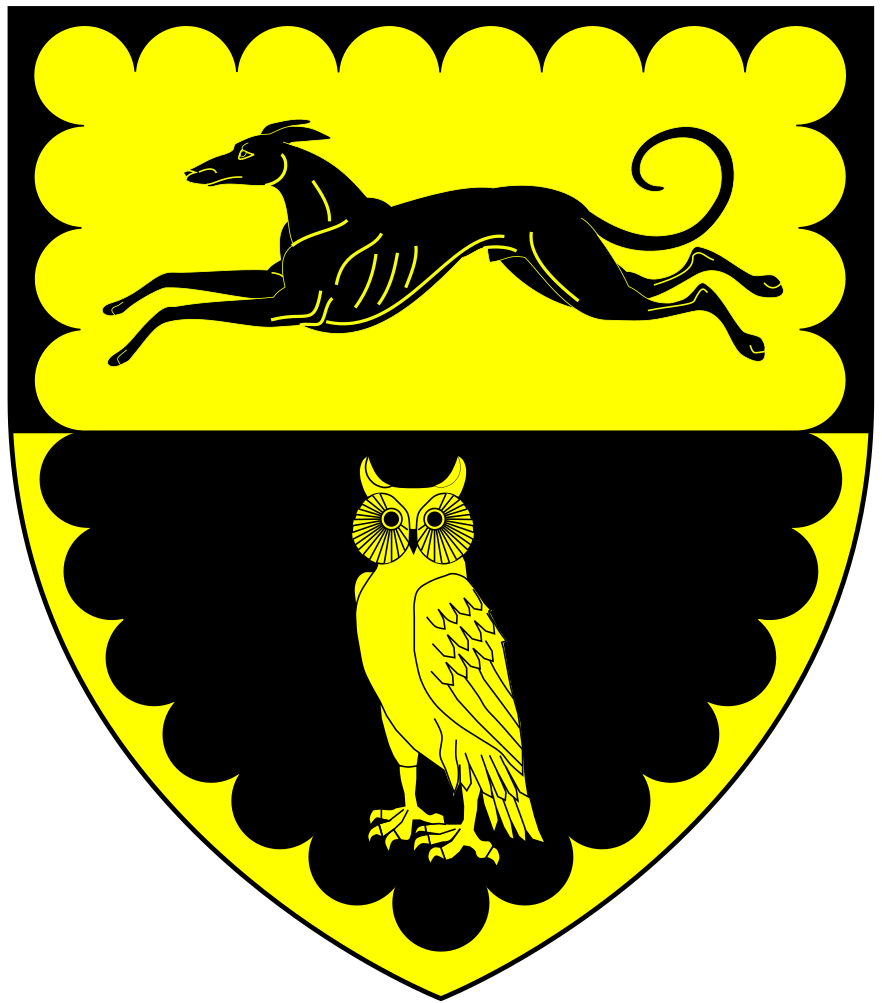
バグトーとナットウェルのフォード家の紋章

ジョン・フォード（英語: John Ford、1586年 – 1639年以降に没）は、ジャコビアンからカロライン期にかけて活躍したイングランド、デヴォン州イルシントン出身の劇作家・詩人である。

## 出身
ジョン・フォードは1586年4月17日にデヴォン州のイルシントン教会で洗礼を受けている。イルシントン教区バグトーの治安判事であったトマス・フォード (1556–1610)とその妻でサマセット州ハントワースのポパム家の出身であるエリザベス・ポパム(1629年没)の2番目の息子であった。エリザベスの墓碑はイルシントン教会にある。トマス・フォードの祖父はアシュバートンのジョン・フォード(1538年没)であった。このジョン・フォードはチャグフォードのウィリアム・フォードの息子で相続人であった。フォード家はイルシントン教区のバグトーの地所を買い、そこを一族の屋敷としていた。フォード一族が所有していたエリザベス朝の屋敷は今でもバグトーにあり、1700年頃に使用人用の棟もできた。

## 経歴
フォードは若いうちに勉学のため家を出たが、詳しいことは不明な点も多い。デヴォン出身の16歳のジョン・フォードが1601年3月26日にオックスフォード大学エクセター・コレッジに入学しており、このときに劇作家のフォードは16歳の誕生日に達していなかったため、同一人物かどうかについては確定できないところもあるがおそらく本人であろうと言われている。1602年、フォードはのちに権威ある法学院であり、かつ文学や演劇にかかわる活動の中心地でもあったミドル・テンプルに入学した。1605年の春頃に金銭的な問題で学費が支払えず、フォードはいったんミドル・テンプルを出ることになった。1606年に文筆活動をはじめ、Fame's MemorialとHonour Triumphantを書いている。どちらも明らかにパトロンを求めて書かれたもので、戯曲ではなかった。Fame's Memorialは少し前に亡くなった初代デヴォンシャー伯チャールズ・ブラントを悼む1169行のエレジーであり、一方Honour Triumphantは1606年夏のデンマーク国王クリスチャン4世の訪問の際に計画された馬上槍試合に関するファンタジーを盛り込んだ散文のパンフレットである。このどちらかのおかげでフォードに金銭的な報酬がもたらされたかどうかは不明だ。1608年6月にはフォードはミドル・テンプルに復学するのに十分な資金を調達することができた。
劇作家としてのキャリアを始める前のフォードは戯曲ではない作品を書いていた。長い宗教詩であるChrist's Bloody Sweat (1613)や、パンフレットとして刊行された2冊の散文のエッセイであるThe Golden Mean (1613) とA Line of Life (1620)などである。1620年以降、フォードは劇作を活発に行うようになり、はじめはより経験のある劇作家であるトマス・デッカーやウィリアム・ロウリーなどと共作をし、1620年代後半にはひとかどの芸術家として活動するようになった。代表作である『あわれ彼女は娼婦』('Tis Pity She's a Whore)は1633年に初めて刊行されたが、劇場での初演はおそらく1624年から1633年くらいまでの間であろうと考えられている。
フォードはチャールズ1世の治世における主要な劇作家であった。フォードの芝居は個人の情熱、良心、法、モラルなどの葛藤を詳細に描くものである。フォードは異常・病的な心理に強い関心を持っていたようであり、小田島雄志はフォード劇の特徴を「死へのダイヴィング」と評している。フォードはこれに関係してロバート・バートンの『メランコリーの解剖』(The Anatomy of Melancholy)から影響を受けていたようであり、1656年に刊行されたChoice Drolleryにはジョン・フォードのメランコリーに関する言及がある。
1639年までは生きていたが、没年は不明であり、遅くとも1653年までには亡くなったと考えられている。

## 戯曲
- 『エドモントンの魔女』The Witch of Edmonton (1621年上演、1658年刊行)、トマス・デッカー及びウィリアム・ロウリーとの共作
- The Sun's Darling (1624年3月3日許諾、1638年–39年改訂、1656年刊行)、トマス・デッカーとの共作
- The Lover's Melancholy (November 1628年11月24日許諾、1629年刊行)
- 『心破れて』The Broken Heart (1625年–33年くらいに上演、1633年刊行)
- Love's Sacrifice (1632年頃に上演、1633年刊行)
- 『あわれ彼女は娼婦』'Tis Pity She's a Whore (1630年前後に初演、1633年刊行)
- Perkin Warbeck (1629年-34年くらいに上演、1634年刊行)
- The Fancies Chaste and Noble (1635-6年くらいに上演、1638年刊行)
- The Lady's Trial (1638年5月3日許諾、1639年刊行)

### フォード作と推定されている作品
- The Queen (1621–33年くらいに上演、1653年刊行)[16]
- The Spanish Gypsy (1623年7月9日許諾、1653年刊行)、トマス・デッカー、トマス・ミドルトン、ウィリアム・ロウリーと共作[16]

イングランド王政復古以前の劇作家としては典型的であるが、フォードの作品のかなりの部分は現存していないと考えられている。An Ill Beginning Has a Good End, The Royal Combat、Beauty in a Trance、デッカーとの共作と考えられるThe Bristol Merchant、The Fairy Knight、デッカー、ウィリアム・ロウリー、ジョン・ウェブスターと共作したThe Late Murder of the Son upon the MotherとKeep the Widow Wakingなどは失われている
。
他にもフォード作ではないかと疑われている作品がある。The Laws of Candyはジョン・フレッチャーの作品だが、フォードの手が相当入っているのではないかと疑われている。The Welsh AmbassadorやThe Fair Maid of the Innが部分的にフォード作ではないかと疑う研究者もいる。
1940年代に研究者のアルフレッド・ハービッジがサー・ロバート・ハワードの戯曲The Great Favourite, or The Duke of Lermaはフォードの失われた芝居の翻案ではないかと推定したことがある。ハービッジはこれまでの批評家はこの芝居がハワード作にしては出来が良すぎて疑わしいほどだと評価してきたことに注目した。ハービッジはこの芝居とフォードの作品の間に幅広く類似点があることを指摘した。しかしこれについてはまだよくわかっていない点も多い。

### あわれ彼女は娼婦
フォードの名は悲劇『あわれ彼女は娼婦』('Tis Pity She's a Whore, 1633)で最もよく知られており、この作品は近親相姦を扱った家族劇である。芝居のタイトルは後のプロダクションではしばしば変えられることもあり、芝居の主役である近親相姦関係に陥る兄妹のキャラクターの名前をとってただ『ジョヴァンニとアナベラ』(Giovanni and Annabella)などと呼ばれることもあるほか、19世紀の文章ではさらに控えめに『兄と妹』(The Brother and Sister)と呼ばれることもあった。この芝居はショッキングな作品であるものの、21世紀に入っても広くイングランド演劇の古典的傑作と見なされている。数回映画化されており、ヴィルゴット・シェーマン監督、ビビ・アンデショーン主演のスウェーデン映画My Sister, My Love/Syskonbädd 1782 (1966)やシャーロット・ランプリング主演のイタリア映画『さらば美しき人』('Tis Pity She's a Whore/Addio fratello crudele, 1971)、ベルギーのテレビ局が制作した映画Toch zonde dat 't een hoer is (1978)などはこの作品の翻案である。

## 詩作
詩についても数作が残っている。1920年代にオーストラリア生まれの作曲家ジョン・ゴフがフォードの詩"Beauty's Beauty"に曲をつけた。

## 日本語訳
- 『傷心』佐竹龍照訳 萩書房 1967
- 『エリザベス朝演劇集 5 あわれ彼女は娼婦・心破れて』小田島雄志訳 白水社 1995